# Facultad de Estudios Superiores Cuautitlán
La Facultad de Estudios Superiores Cuautitlán es una entidad académica multidisciplinaria de la Universidad Nacional Autónoma de México (UNAM), ubicada en el municipio de Cuautitlán Izcalli, Estado de México. Está dividida en tres partes con locaciones diferentes de la ciudad de Izcalli, contando con dos campus: campo uno y campo cuatro, y un recinto para apoyo académico y otros trámites: centro de asimilación tecnológica.
Se convirtió en la primera unidad multidisciplinaria construida fuera de Ciudad Universitaria. Adquirió el nombramiento como facultad el 22 de julio de 1980, cuando el consejo universitario de la UNAM aprobó el plan de estudios del doctorado en microbiología, transformándose de Escuela Nacional de Estudios Profesionales (ENEP), a la Facultad de Estudios Superiores Cuautitlán (FESC).

## Historia

### 1961-1973: antecedentes e inicios
Para el año 1961, el crecimiento de la casa de estudios rebasó las previsiones de sus instalaciones. Esta situación fue manifestada por el entonces rector de la UNAM, Pablo González Casanova en 1972, ante el Consejo Universitario, donde se refirió al limitado potencial de expansión de la  Ciudad Universitaria y planteó como necesario el desarrollo de unidades académicas en diferentes localidades aledañas a la Ciudad de México. De acuerdo con la propuesta, serían parte de un modelo multidisciplinario y se denominarían, Escuelas Nacionales de Estudios Profesionales (ENEP).
En 1973, Guillermo Soberón Acevedo tomó posesión como rector de la UNAM, continuando con el proyecto de las nuevas unidades académicas, definiendo a Cuautitlán Izcalli como una de las primeras para la descentralización de la Universidad.

### 1974-presente: establecimiento
El 19 de febrero de 1974, el Consejo Universitario aprobó la creación de la Escuela Nacional de Estudios Profesionales Cuautitlán, estableciendo su independencia, tanto académica como administrativa, de cualquiera de las demás escuelas y facultades; regida bajo la Ley Orgánica y el Estatuto General de la UNAM. Dos meses después, el 22 de abril, Guillermo Soberón inauguró la Escuela Nacional de Estudios Profesionales en el municipio de Cuautitlán Izcalli, Estado de México, con Jesús Guzmán García como director de la misma. La universidad comenzó a operar inmediatamente en los campos uno, dos y tres, contando con una plantilla de 3 mil 450 alumnos de primer ingreso e impartiendo las carreras de administración, derecho, ingeniería, medicina veterinaria y zootecnia, odontología y química.
En 1993, la Escuela Nacional de Artes Plásticas y la FESC, decidieron abrir la carrera de comunicación gráfica como un proyecto piloto. Dos años después, la facultad elaboró una propuesta curricular propia, basándose en los ejes rectores de dicha disciplina. A partir del 1 de septiembre de 1996, con la designación de Héctor Miranda Martinelli como coordinador de la carrera, se puso en marcha la conformación del documento de planes de estudio y programas de la licenciatura para ser presentado ante el H. consejo técnico de la FESC; el 4 de junio de 1997, en su octogésima cuarta sesión extraordinaria, el consejo aprobó el plan de estudios de la licenciatura y su incorporación como carrera de nueva creación, convirtiendo a la FESC en la primera facultad en ofrecer las cuatro áreas del conocimiento fuera de  Ciudad Universitaria.
En agosto de 2020, la institución fue distinguida por la creación del Biobanco Nacional de Demencias (BND), el primer biobanco en México para investigación de enfermedades neurológicas, con el objetivo principal de analizar encéfalos y fragmentos de órganos pertenecientes a individuos que padecieron afecciones del antedicho tipo. En abril de 2024, la facultad cumplió 50 años desde su fundación. Por su efeméride, el sorteo mayor de la Lotería Nacional para la Asistencia Pública (Lotenal), conmemoró su celebración con el Sorteo Mayor No. 3926, comercializando un boleto especial dedicado al instituto.

## Directores
- Jesús Guzmán García (1974-1978)[19]
- Manuel Viejo Zubicaray (1978-1981)
- Guillermo Aguilar Campuzano (1981-1985)[20]
- José Luis Galván Madrid (1985-1989)
- Jaime Keller Torres (1989-1997)[21]
- Juan Antonio Montaraz Crespo (1997-2005)[22]
- Suemi Rodríguez Romo (2005-2013)[23]
- Jorge Alfredo Cuéllar Ordaz (2013-2021)[24]
- David Quintanar Guerrero (2021-presente)[25]

## Cultura
La Facultad cuenta con su propia obra musical llamada Poema Sinfónico FESC, creada por el maestro Luis Felipe Ramírez Santillán que fue interpretada por primera vez en Australia por una orquesta de ese país, «Whiterhouse de Melbourne», en 2002. Dicho poema fue interpretado diez años después en la FESC en el 30 aniversario de la universidad.

## Oferta Académica

### Campo uno
Las licenciaturas impartidas en Campo 1 de la FESC pertenecen sólo al área 2 (ciencias biológicas, químicas y de la salud), haciendo excepción a la carrera de ingeniería química que es perteneciente al área 1 (ciencias físico matemáticas y de las ingenierías), y diseño y comunicación visual que es perteneciente al área 4 (humanidades y las artes), que son:
- Química
- Química industrial
- Bioquímica diagnóstica
- Farmacia
- Ingeniería química
- Ingeniería en alimentos
- Diseño y comunicación visual

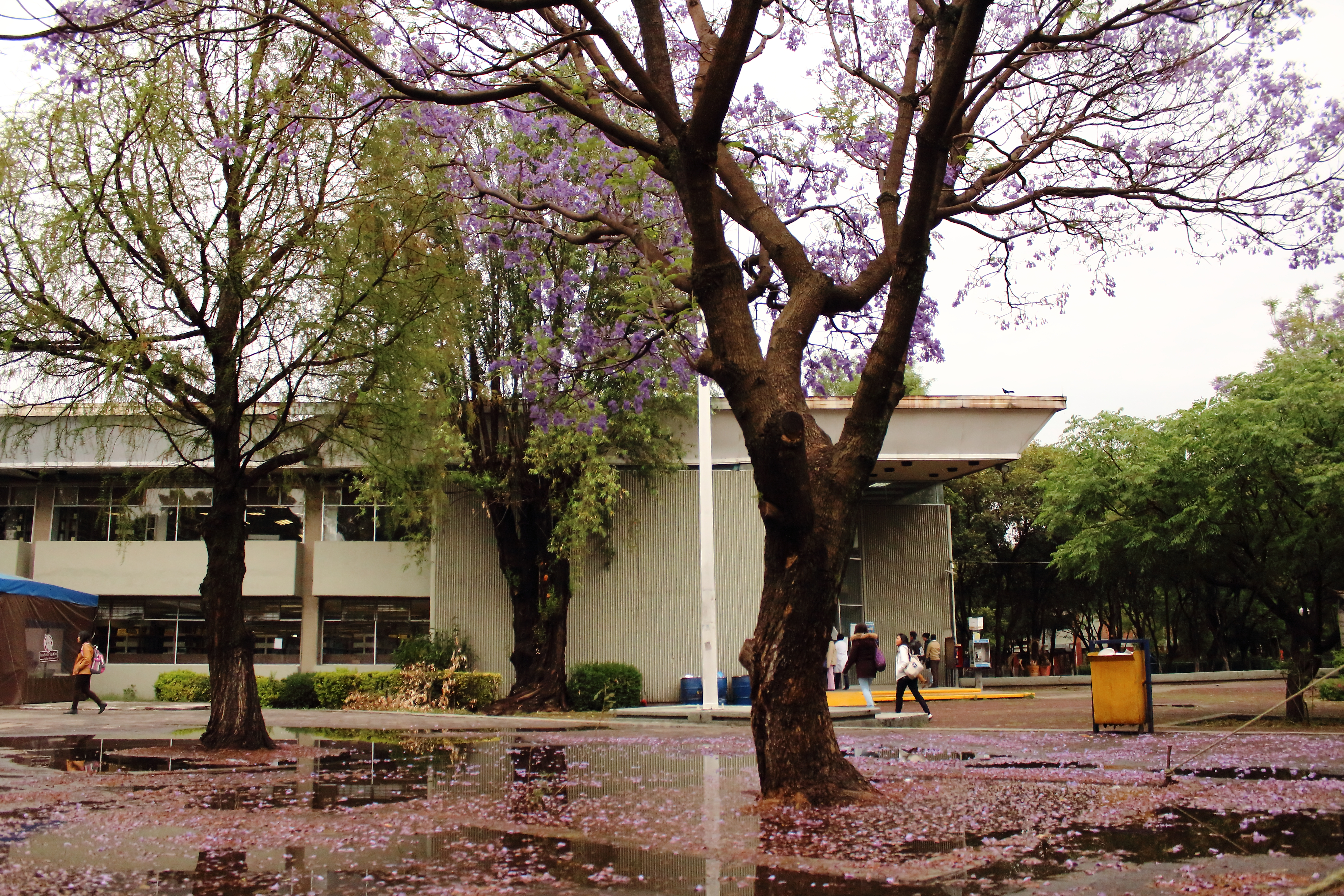
Biblioteca de la FES Cuautitlán retratada en 2016.

Dentro de su espacio estudiantil se localiza la Biblioteca de la FES Cuautitlán, la biblioteca principal de la facultad.

### Campo cuatro
Las Licenciaturas impartidas en Campo 4 de la FESC pertenecen a las cuatro áreas (ciencias físico matemáticas y de las ingenierías, ciencias biológicas químicas y de la salud, ciencias sociales y por último humanidades y las artes), son:
- Ingeniería mecánica eléctrica
- Ingeniería industrial
- Ingeniería en telecomunicaciones, sistemas y electrónica
- Licenciatura en tecnología
- Medicina veterinaria y zootecnia
- Ingeniería agrícola
- Licenciatura en administración
- Licenciatura en contaduría
- Licenciatura en informática
- Diseño y comunicación visual a distancia

Las instalaciones cuentan con un jardín botánico, en el que se hallan nueve colecciones científicas de plantas: arboretum, ornamentales, medicinales, acuáticas, forrajeras, nopaleras y xoconostles, agaves pulqueros y cactáceas, contando con aproximadamente 707 especies. En el mismo, se han registrado al menos treinta morfoespecies de diversos polinizadores y visitantes florales.
El recinto también alberga el Hospital de Pequeñas Especies FES Cuatitlán UNAM, dedicado a la medicina veterinaria y atención animal.

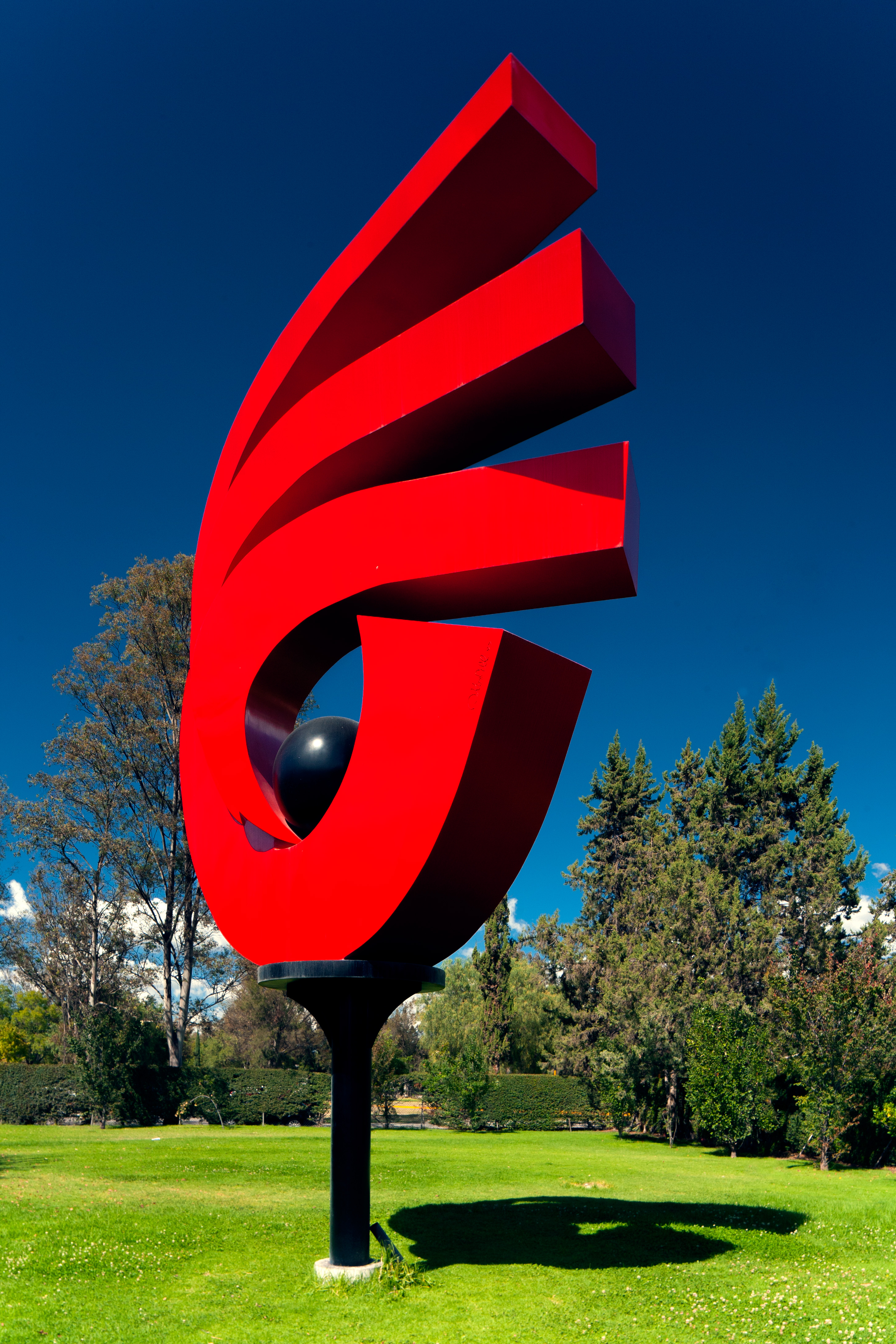
Alas de Libertad, fotografiada en 2019.

En los jardines principales de la escuela se halla la escultura Alas de Libertad, creada por la artista mexicana Elizabeth Skinfill, misma que adquirió una valoración simbólica representativa a la facultad.
En 2018, el área de zootecnia sobresalió por su investigación e impulso en torno al uso de productos derivados de la oveja en el Estado de México, entre ellos la leche y queso.

### Posgrados
- Posgrado en ciencias químicas. Maestría y doctorado en ciencias químicas
- Posgrado en ciencias de la administración. Maestría en administración (organizaciones) y maestría en finanzas
- Posgrado en ciencias de la producción y de la salud animal. Maestría y doctorado en ciencias de la producción y salud animal y especialidad en la producción de ovinos y caprinos
- Posgrado en medicina veterinaria. Maestría y doctorado en medicina veterinaria
- Posgrado en ciencia e ingeniería de la computación. Maestría y doctorado en ciencia e ingeniería de la computación
- Posgrado en ingeniería. Maestría y doctorado en ingeniería
- Maestría en docencia para la educación media superior (MADEMS) química
- Especialidad en valuación rural
- Especialización de farmacia hospitalaria y clínica

## Galería

Campo Cuatro
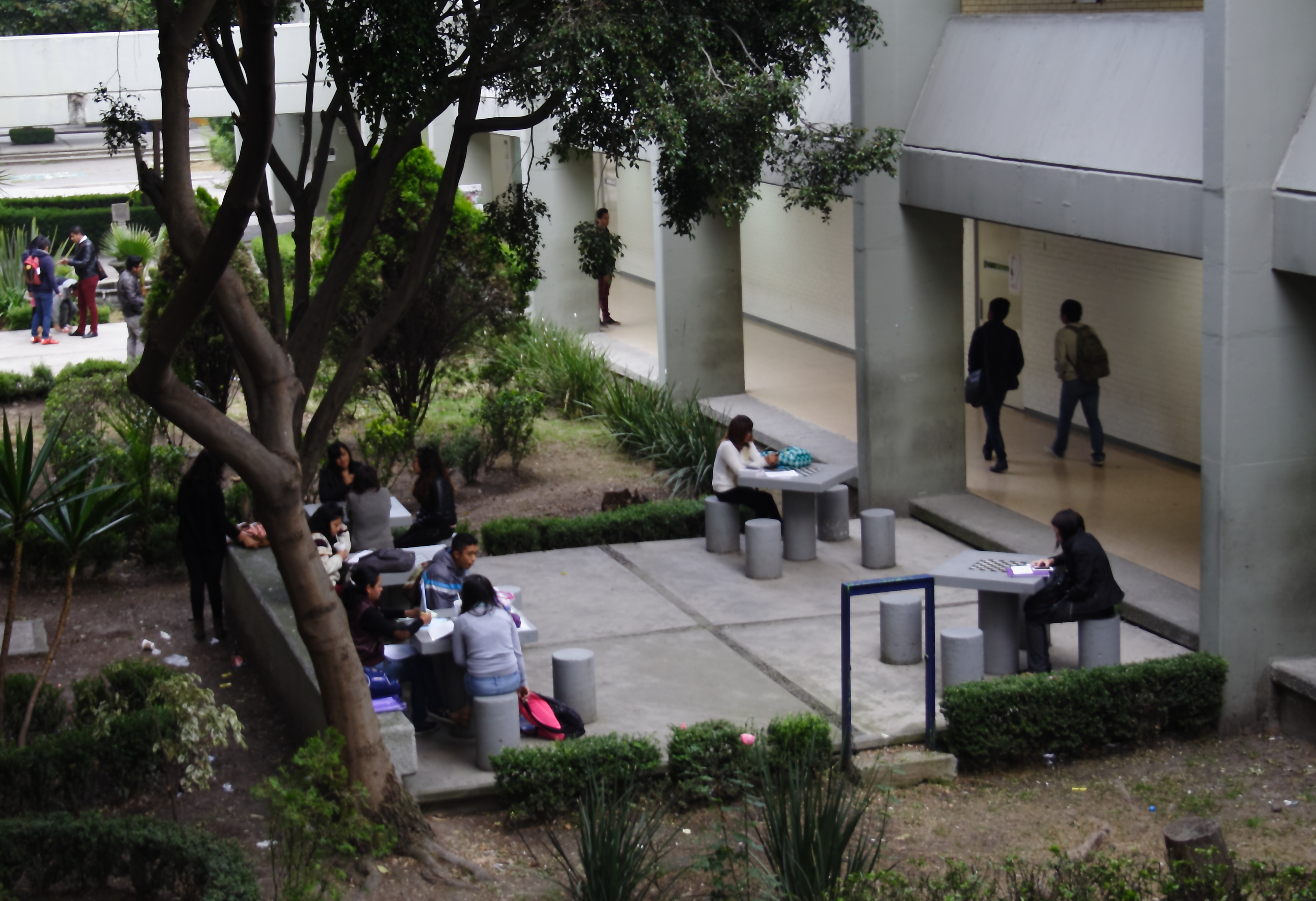
Edificio de contaduría-administración.
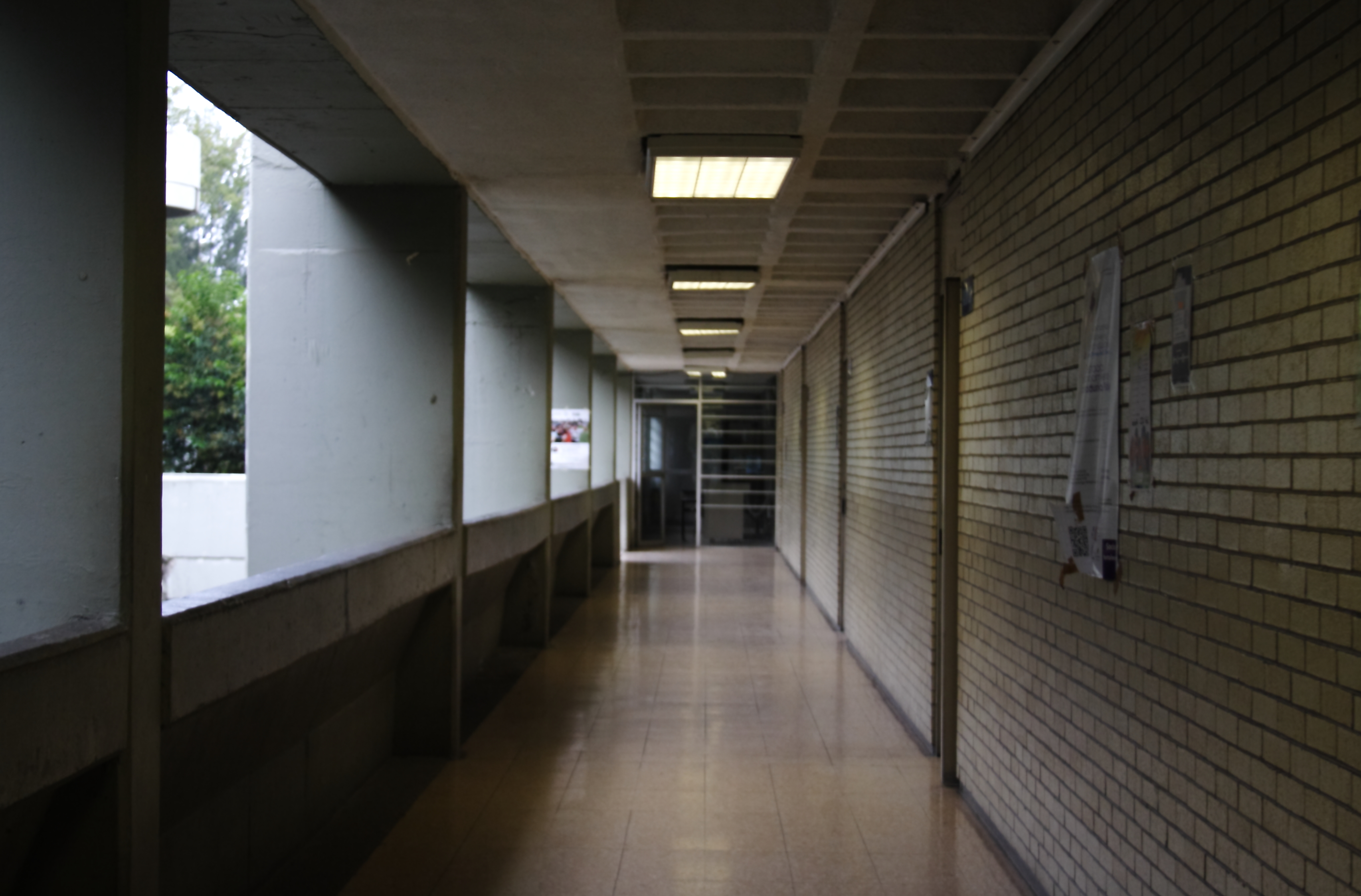
Pasillo del edificio de contaduría.
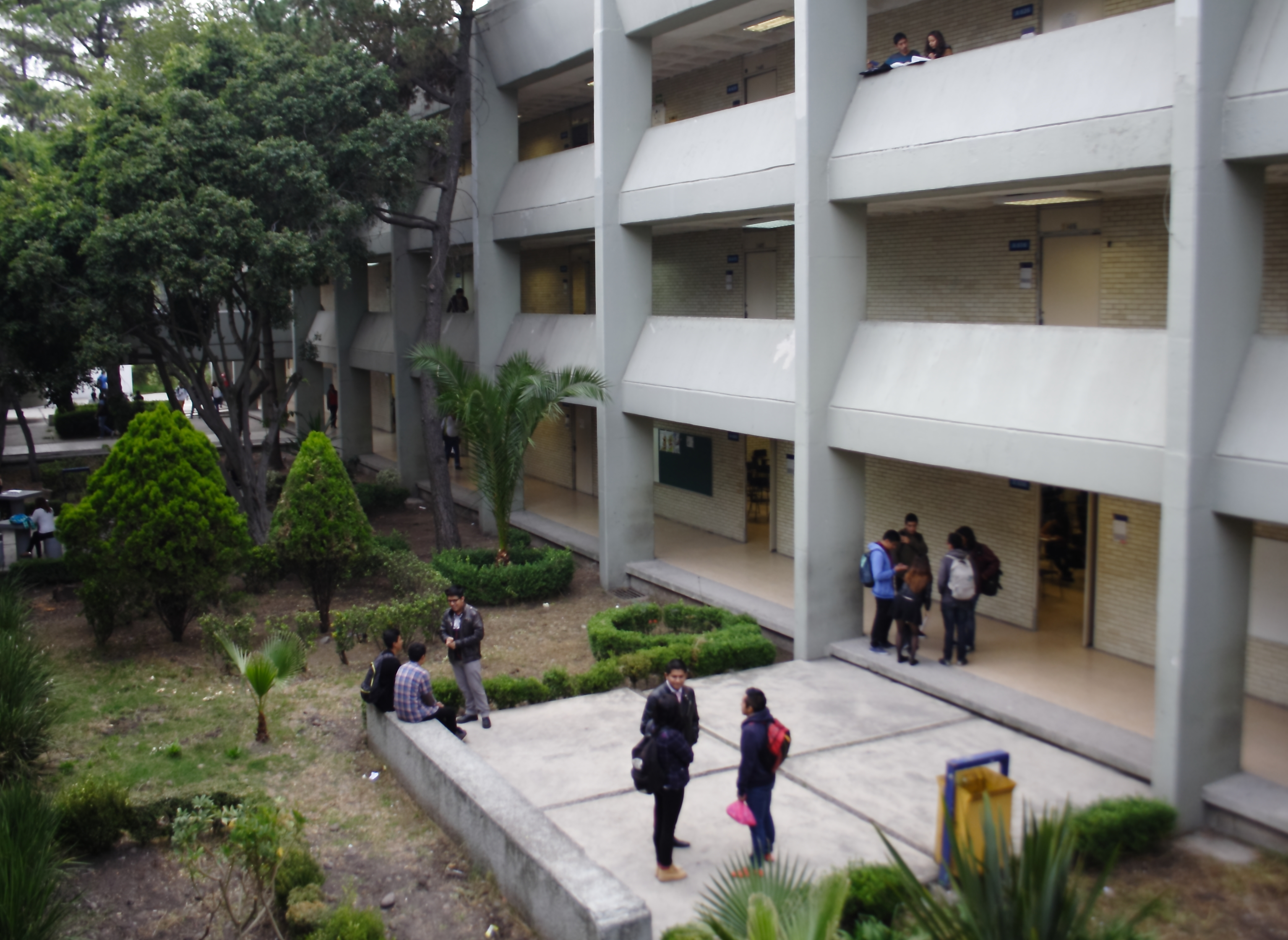
Edificio de administración.
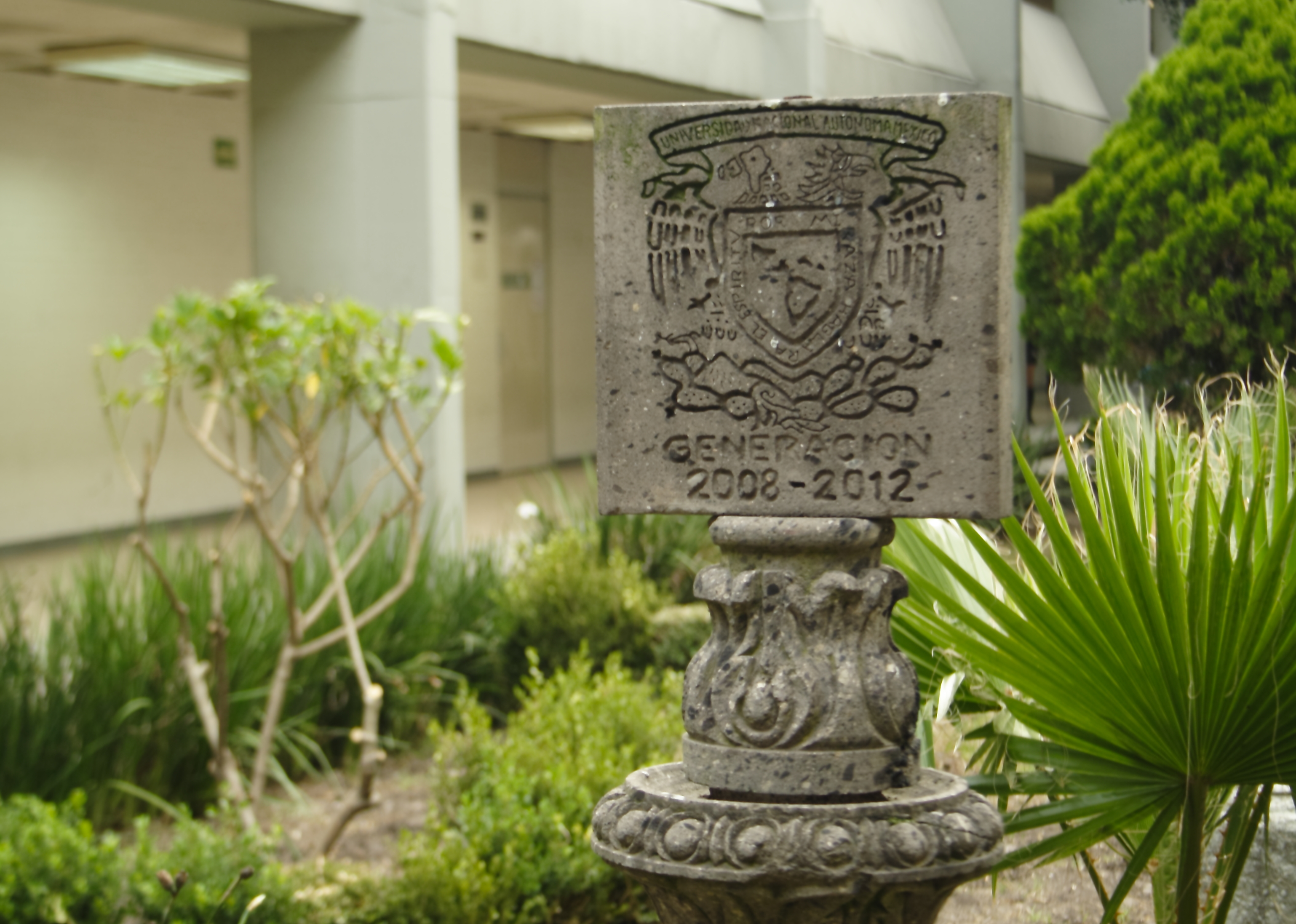
Fuente en contaduría y admón.
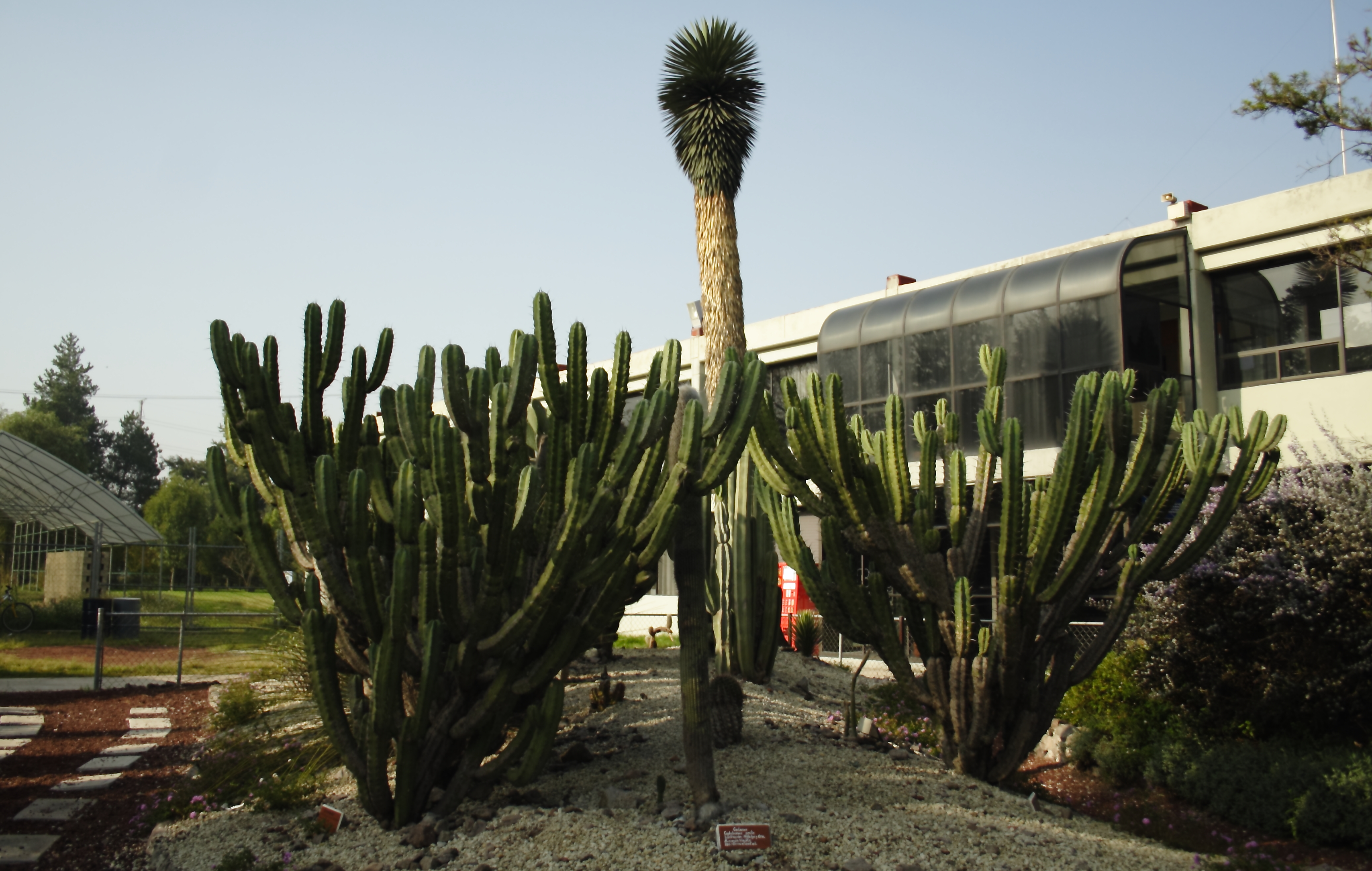
Zona de cactáceas.
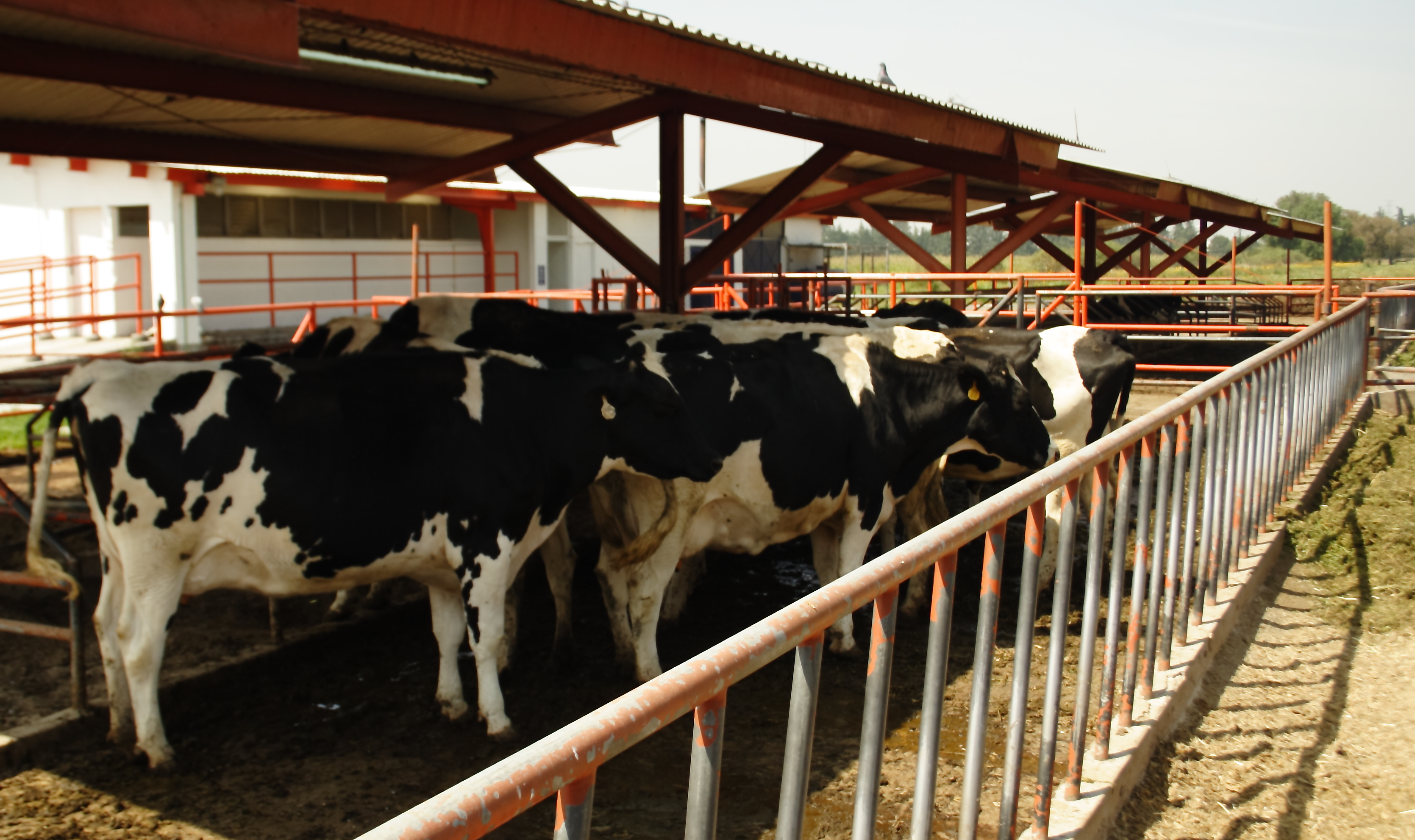
Vacas en el área de medicina veterinaria y zootecnia.
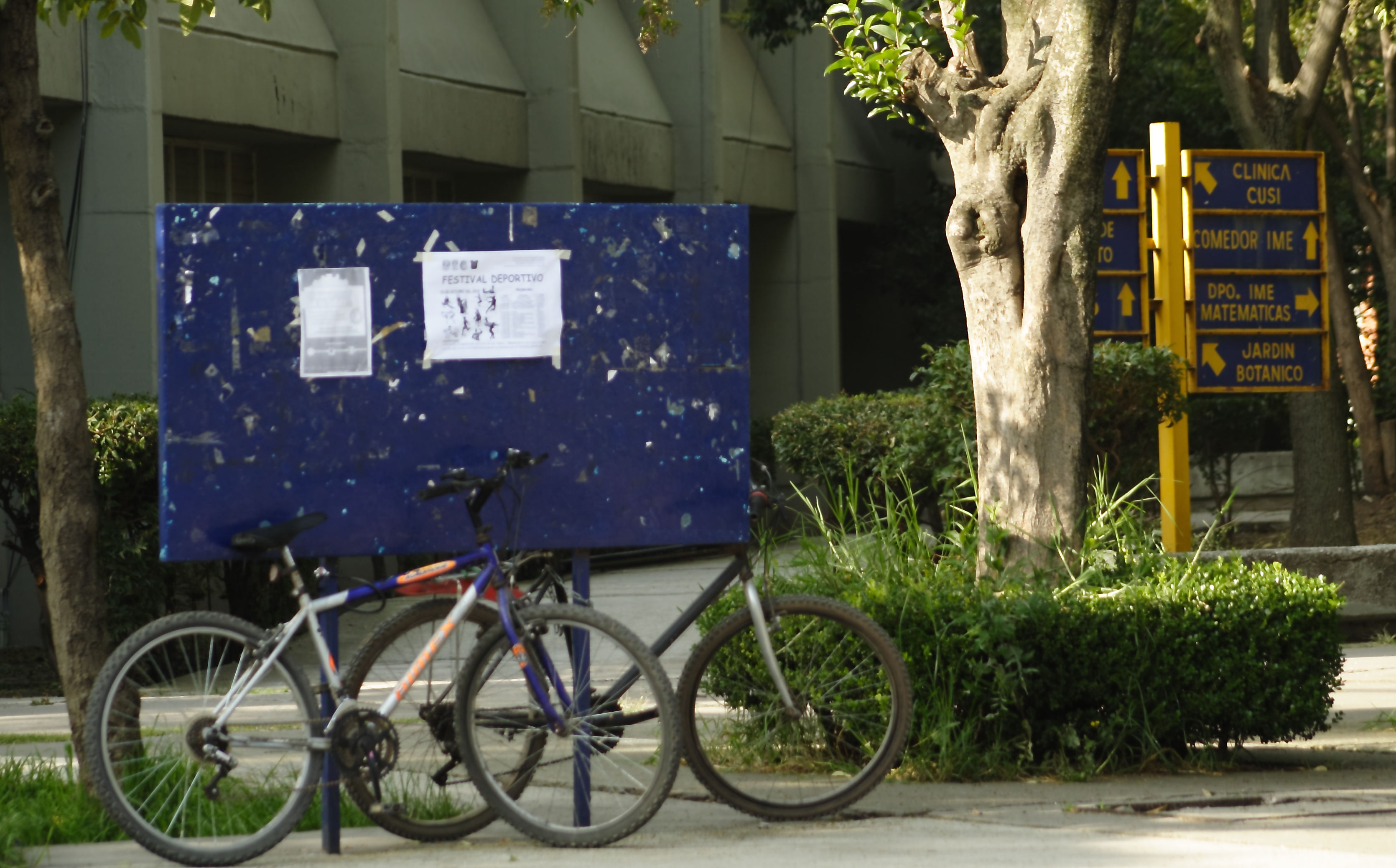
Bicicletas.
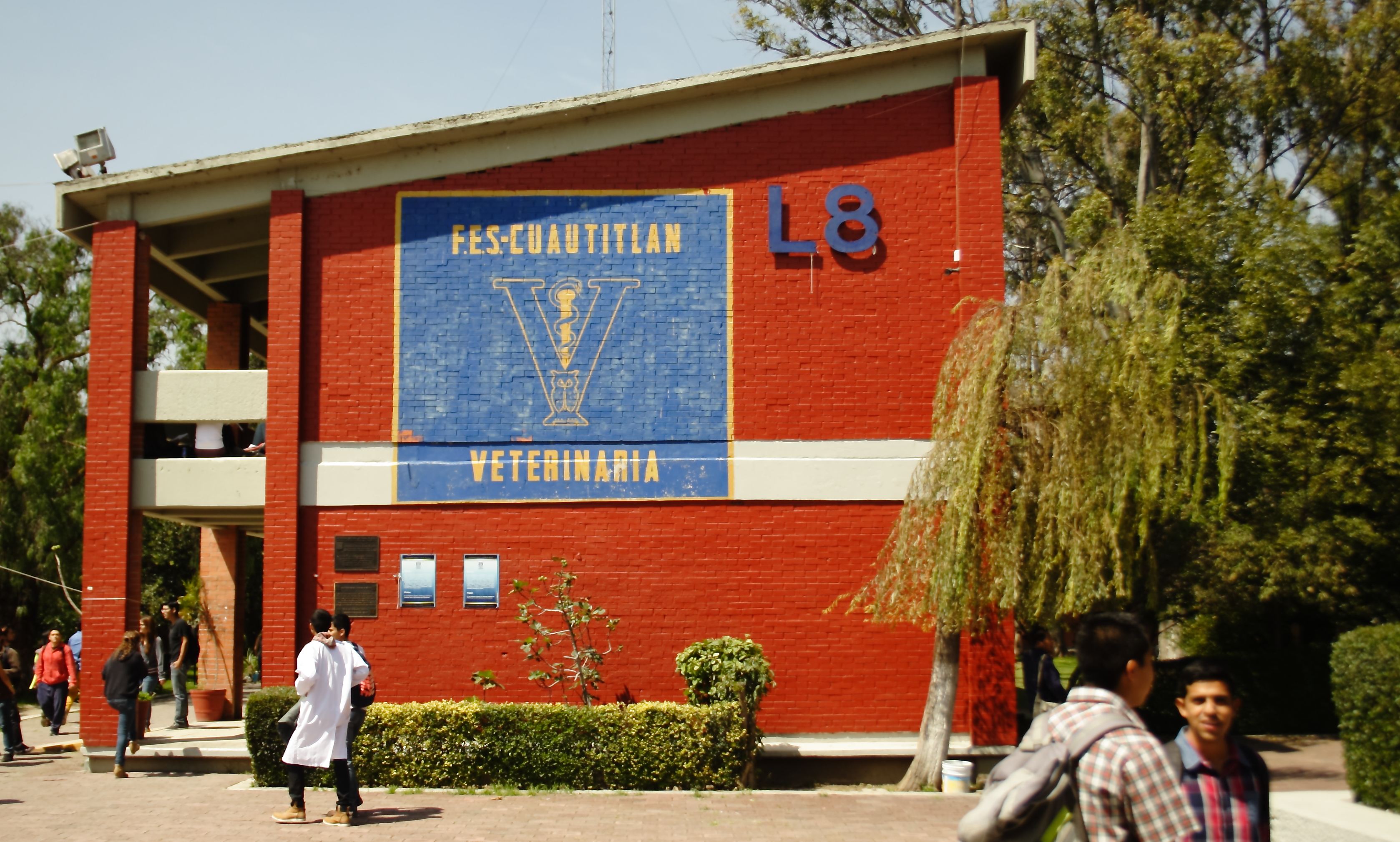
Edificio de veterinaria.
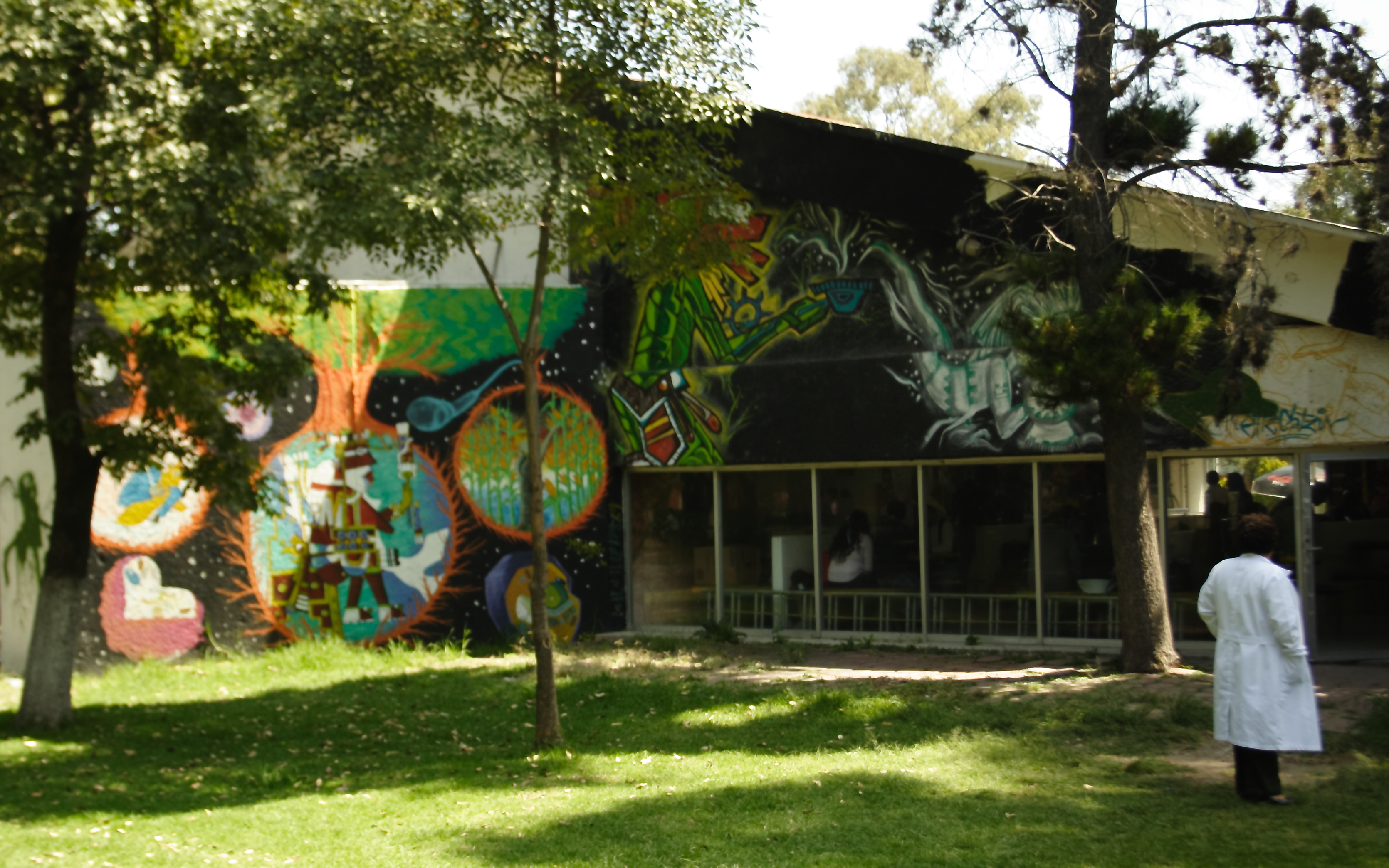
Uno de los comedores.
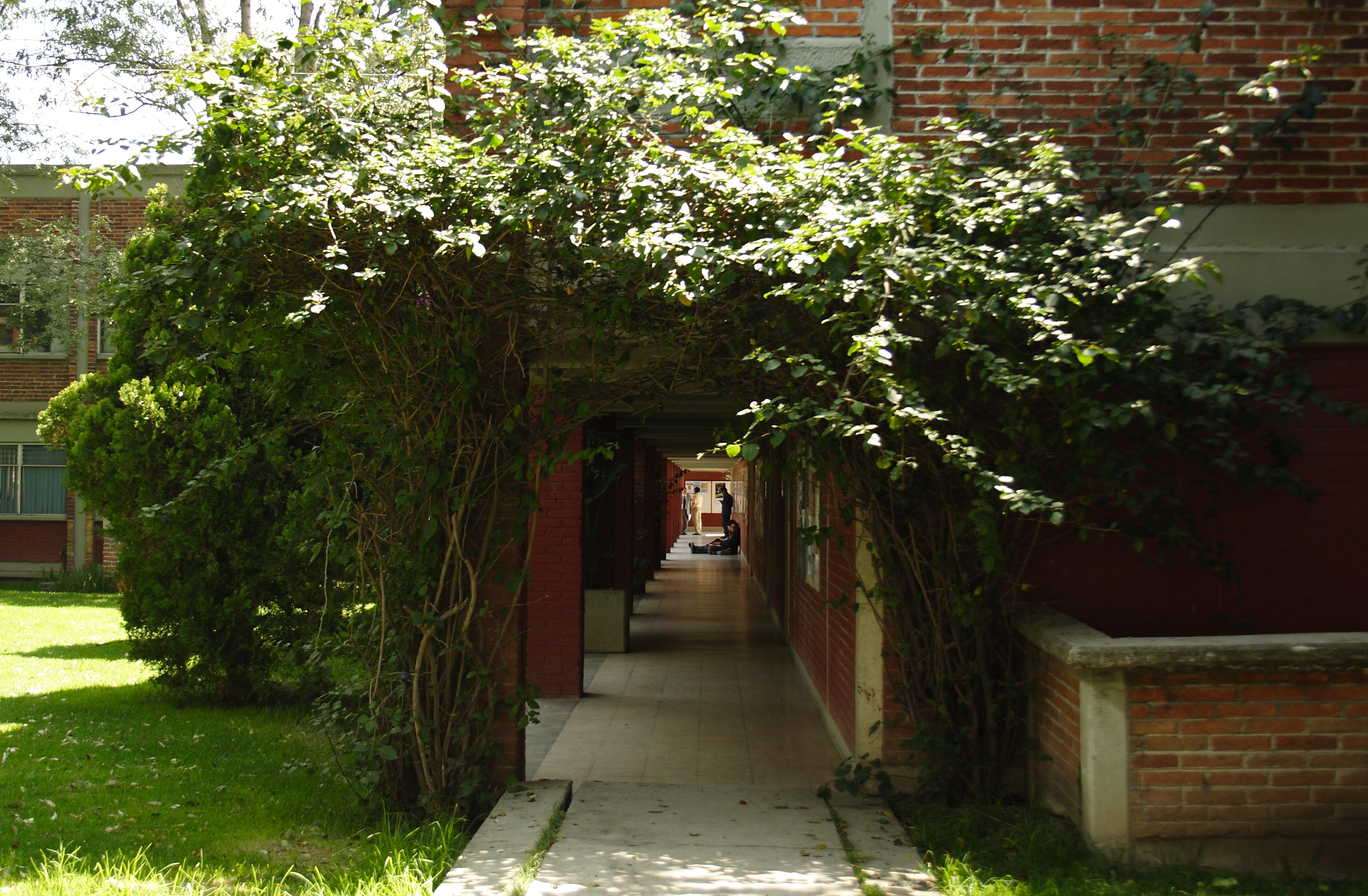
Pasillo, edificio de ingeniería agrícola.
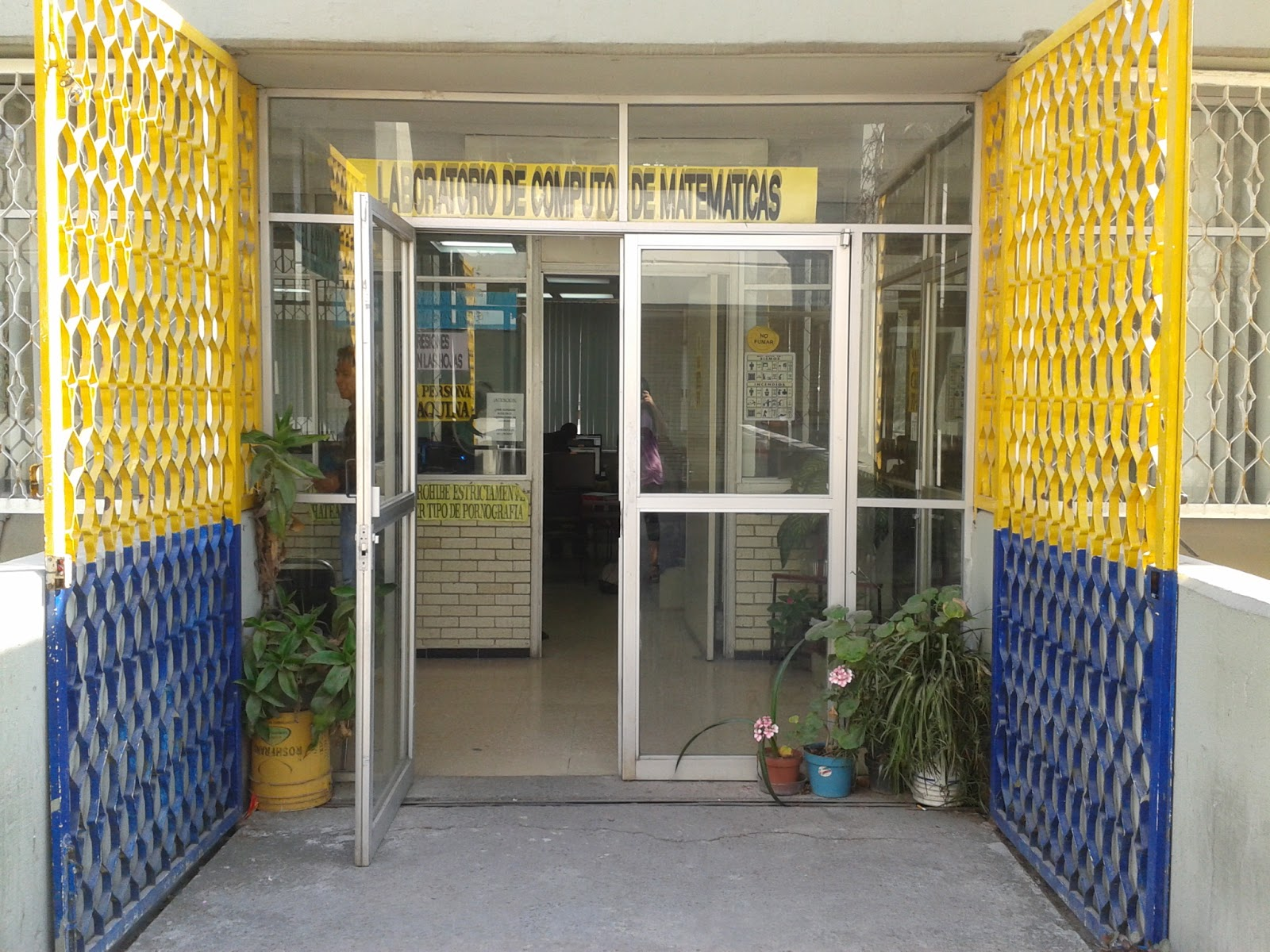
Entrada a laboratorio de cómputo A8 planta alta.
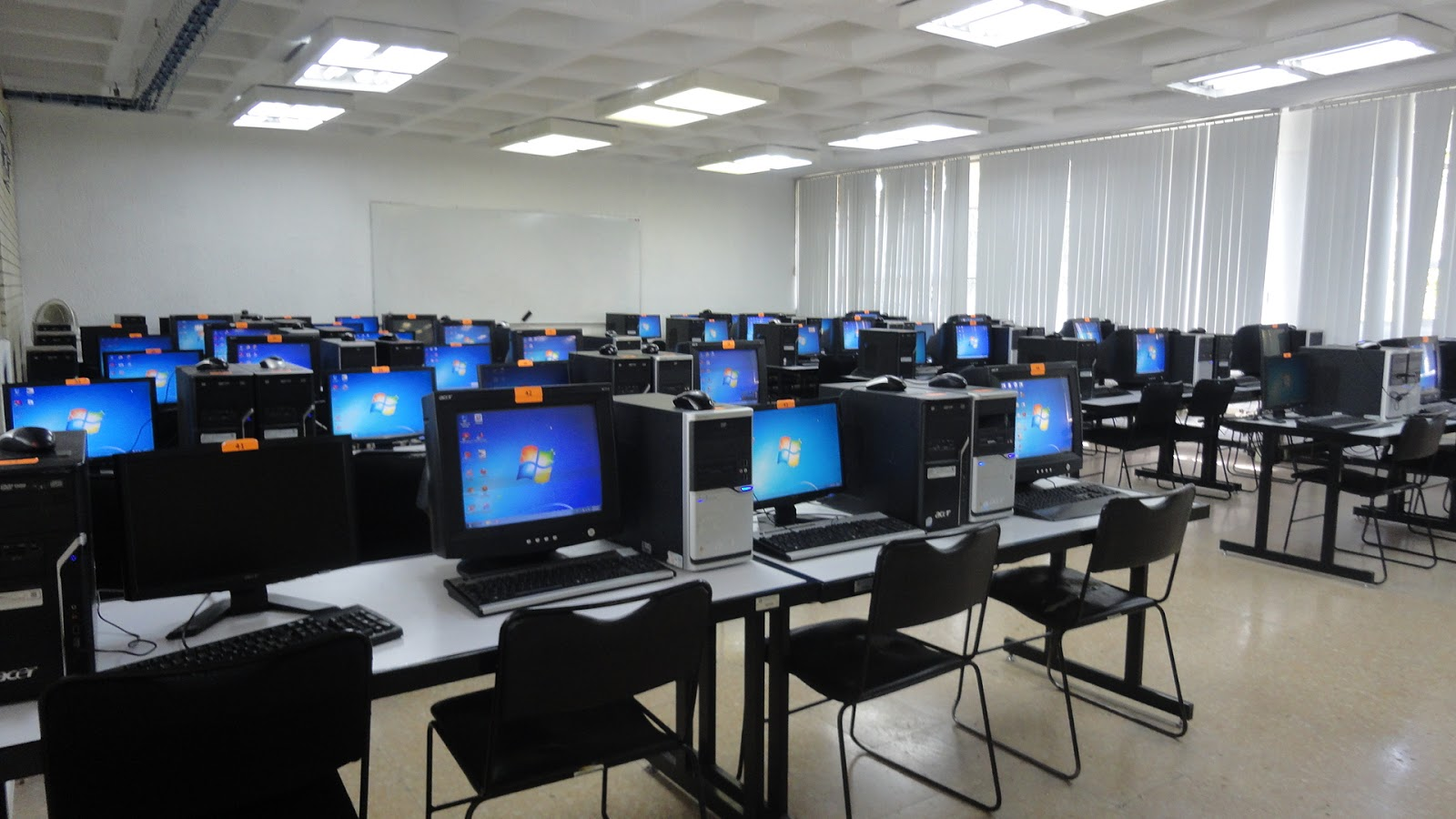
Sala alfa de laboratorio de cómputo de matemáticas, edificio A8, planta alta.
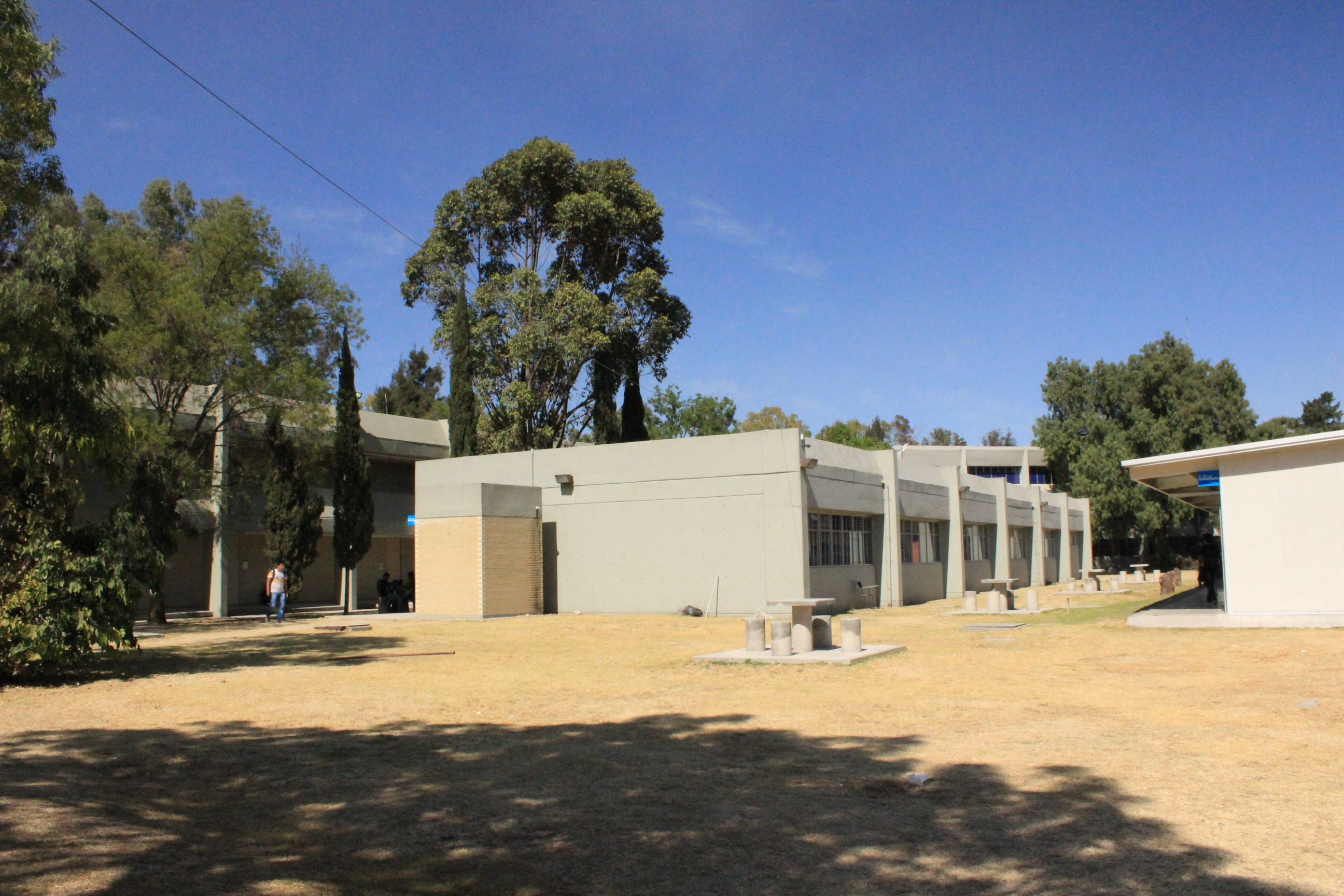
Edificios de informática y patio central.
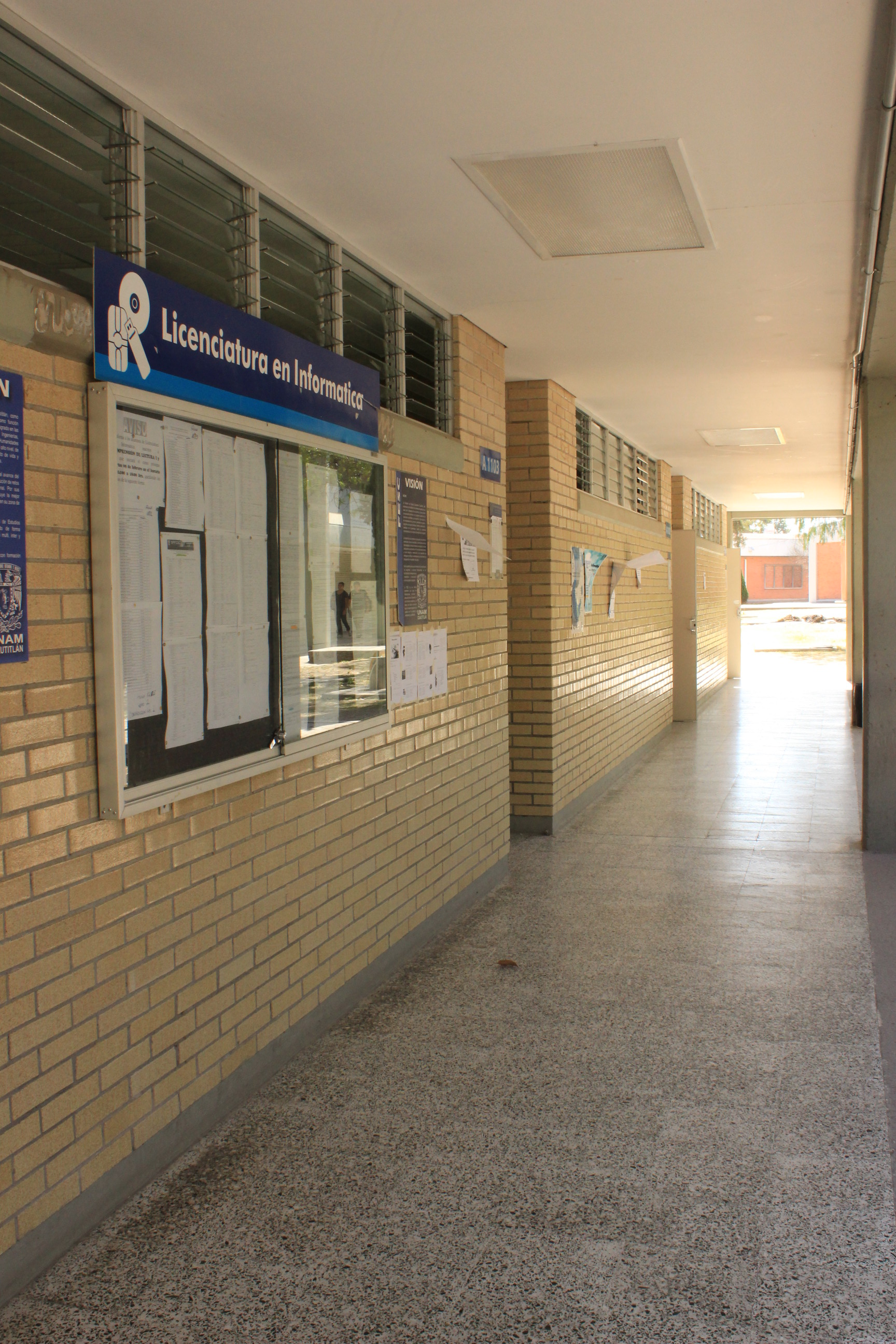
Pasillos de informática.
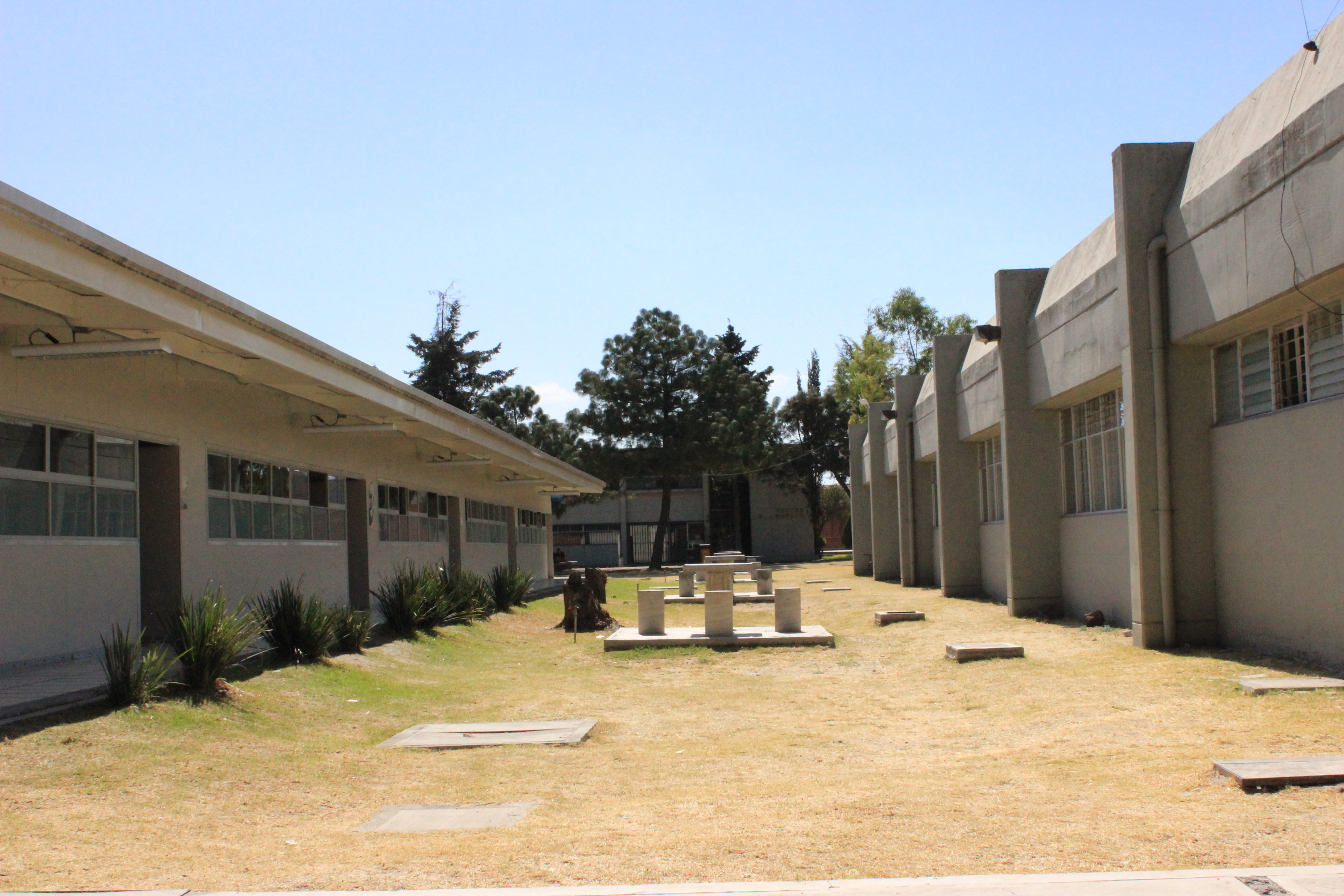
Patio de informática.